# Hansel i Gretel: Łowcy czarownic
Hansel i Gretel: Łowcy czarownic (ang. Hansel and Gretel: Witch Hunters) – amerykańsko-niemiecki film akcji z 2013 roku. Film nawiązuje do znanej baśni o Jasiu i Małgosi (po angielsku Hansel and Gretel). Polski tytuł alternatywny to Jaś i Małgosia: Łowcy czarownic. Zdjęcia plenerowe kręcono w Brunszwiku oraz w Saskiej Szwajcarii w Saksonii.

## Treść
Jaś i Małgosia (Hansel i Gretel), jako dzieci, cudem uszli z życiem w domku czarownicy. Od wydarzeń w chatce z piernika minęło piętnaście lat. Obecnie Jaś i Małgosia, już dorośli, są najlepszymi na świecie łowcami czarownic. Już wkrótce czeka ich polowanie, podczas którego ich umiejętności zostaną wystawione na najcięższą próbę.

## Główne role
- Jeremy Renner - Jaś (Hansel)
- Cedric Eich - młody Jaś
- Gemma Arterton - Małgosia (Gretel)
- Alea Sophia Boudodimos - Młoda Małgosia
- Famke Janssen - Muriel
- Pihla Viitala - Mina
- Derek Mears - Edward
- Robin Atkin Downes - Edward (głos)
- Thomas Mann - Benjamin „Ben” Wosser
- Peter Stormare - szeryf Berringer
- Rainer Bock - burmistrz Englemann
- Bjørn Sundquist - Jackson
- Ingrid Bolsø Berdal - Rogata czarownica
- Joanna Kulig - Ruda czarownica
- Zoë Bell - Wysoka czarownica
- Monique Ganderton - Czarownica ze słodyczami
- Thomas Scharff - ojciec Jasia i Małgosi
- Kathrin Kühnel - Adrianna